# Universitatea de Medicină și Farmacie „Carol Davila” din București

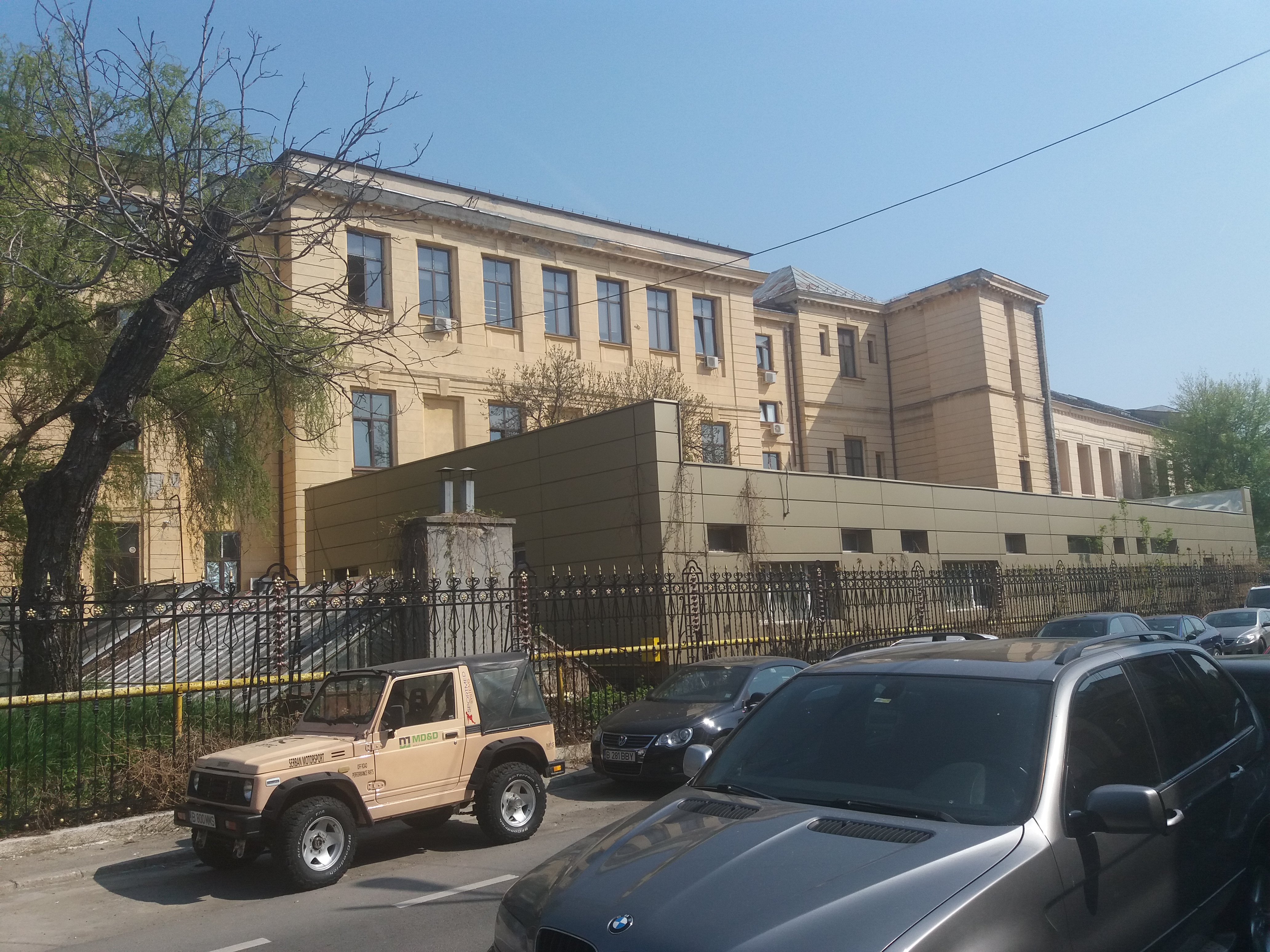
Universitatea de Medicină și Farmacie "Carol Davila" - Vedere laterală

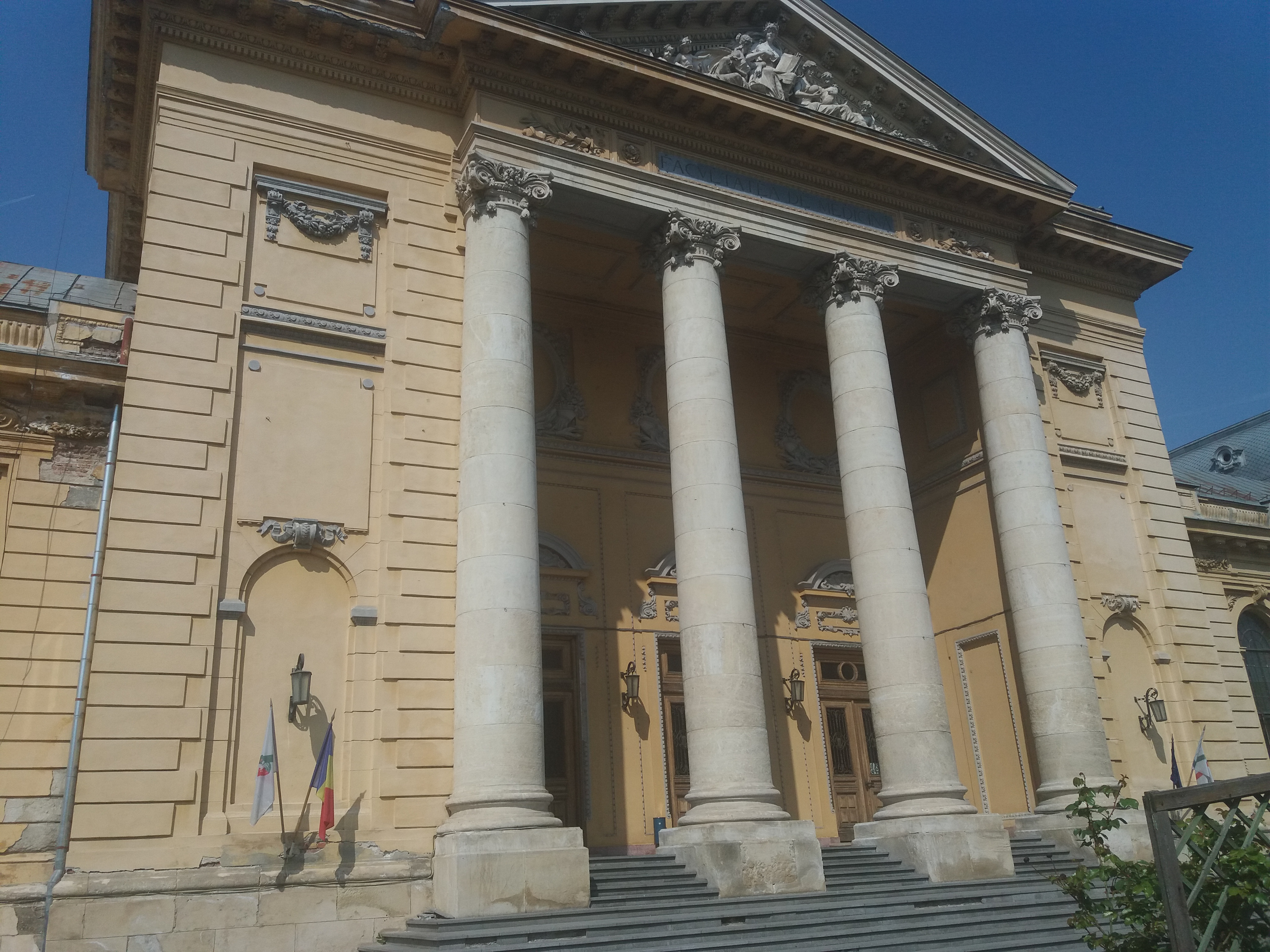
Clădire a Facultății de Medicină a Universității de Medicină și Farmacie "Carol Davila"

Universitatea de Medicină și Farmacie „Carol Davila” din București este o instituție de învățământ superior de stat din București, România. Sediul principal al instituției se află pe Bulevardul Eroilor Sanitari, unde este amplasat Palatul Facultății de Medicină. Poartă numele medicului Carol Davila, cel care a contribuit în mod fundamental la organizarea învățământului medical din România.
În 2011 a fost clasificată în prima categorie din România, cea a universităților de cercetare avansată și educație.

## Istorie
În 1694, Constantin Brâncoveanu, conducătorul Țării Românești, a înființat Academia Domnească "Sf. Sava" în București cu prelegeri în limba greacă. În 1776, conducătorul Țării Românești, Alexandru Vodă Ipsilanti (1725-1805), a reformat curriculum-ul Academiei "Sfântul Sava", unde au fost predate cursuri de limbă franceză, italiană și latină. În 1859, a fost creată Facultatea de Drept. În 1857, Carol Davila a creat Universitatea de Medicină și Farmacie Carol Davila. În 1857, a fost pusă piatra de temelie a Palatului Universității din București. A fost inițial înființată în 1857 sub numele de Școala Națională de Medicină și Farmacie de către medicul expatriat francez, Carol Davila. În 1869 a fost încorporată ca un departament la Universitatea din București. Primele diplome de doctorat au fost acordate în 1873, iar gradul de doctorat a devenit absolvirea de facto în 1888.
Carol Davila a fost un prestigios medic român de origine italiană. Davila a studiat medicina la Universitatea din Paris, absolvind în februarie 1853. În martie 1853, a sosit în România. El a fost organizatorul serviciului militar medical pentru armata română și a sistemului de sănătate publică al țării. Davila, împreună cu Nicolae Kretzulescu, a inaugurat învățământul medical în România în 1857, prin înființarea Școlii Naționale de Medicină și Farmacie. El a determinat autoritățile guvernamentale să emită primele instrucțiuni oficiale privind îngrijirea sănătății lucrătorilor din fabrică și organizarea districtelor medicale din țară.
Din cauza numeroaselor sale activități, au apărut în România mai multe asociații științifice: Societatea Medicală (1857), Societatea Crucii Roșii (1876), Societatea Științelor Naturale (1876). Cu ajutorul său, două reviste medicale au intrat în imprimare: Registrul medical (1862) și Medical Gazette (1865). În timpul Războiului de Independență (1877-1878) a fost șeful serviciului sanitar al Armatei.
Davila este, de asemenea, creditată cu inventarea tincturii Davila pentru tratamentul holerei, o soluție orală pe bază de opioide utilizată pentru administrarea simptomatică a diareei.
Premiul Nobel pentru Fiziologie sau Medicină a fost acordat lui George Emil Palade, descris ca fiind „cel mai influent biolog celular”, care a studiat la Universitatea din Carol Davila și mai târziu a fost profesor și șef al Departamentului de Biologie umană și Fiziologie Umană . Școala de Farmacie a fost înființată în 1889 și a fost redenumită ca Facultatea de Farmacie în 1923.
Facultatea de Farmacie a Universității "Carol Davila" este locul în care insulina a fost izolată pentru prima dată de Nicolae Paulescu în 1921, ducând la controversă în acordarea Premiului Nobel pentru Fiziologie sau Medicină din 1923.

## Facultăți
- Facultatea de Medicină a Universității de Medicină și Farmacie "Carol Davila" din București
- Facultatea de Medicină Dentară a Universității de Medicină și Farmacie "Carol Davila" din București
- Facultatea de Farmacie a Universității de Medicină și Farmacie "Carol Davila" din București
- Facultatea de Moașe și Asistență Medicală a Universității de Medicină și Farmacie "Carol Davila" din București